# Бонапарт (Ајова)
Бонапарт (енгл. Bonaparte) град је у америчкој савезној држави Ајова. По попису становништва из 2010. у њему је живело 433 становника.

## Демографија
Према попису становништва из 2010. у граду је живело 433 становника, што је -25 (-5.5%) становника више него 2000. године.
| Група             | 2000.       | 2010.       |
| Белци             | 452 (98,7%) | 422 (97,5%) |
| Афроамериканци    | 0 (0,0%)    | 0 (0,0%)    |
| Азијати           | 0 (0,0%)    | 1 (0,2%)    |
| Хиспаноамериканци | 6 (1,3%)    | 9 (2,1%)    |
| Укупно            | 458         | 433         |